# Мейриг ап Рис
Мейриг ап Рис (валл. Meyryg ap Rhys; ум. ок. 785) — правитель в Гливисинге в период примерно (775—785), сын Риса и, возможно, его жены Кейнгары, дочери Маредида, короля Диведа.

## Биография
В его годы шла война против Мерсии. В 778 году мерсийцы под главенством Оффы подвергли опустошению земли южных бриттов, а летом 784 года повторили вторжение. Примерно в то же время началось строительство Вала Оффы.
Несмотря на то, что он основал замок в месте под названием Мейген киль Кинкойд, возле реки Элерх или Ромни, и отстроил замок в Карлеоне на Аске, по традиции предстаёт, как человек большой жестокости. Он известен тем, что был убит дворянами, будучи сброшенным с высокой скалы за то, что осмелился приставать к дочери дворянина. Ему наследовал Артвайл, который возможно был его братом.